# Arnold Gartmann
Arnold "Noldi" Gartmann, född 20 november 1904, död 4 juni 1980, var en schweizisk bobåkare.
Gartmann blev olympisk guldmedaljör i fyrmansbob vid vinterspelen 1936 i Garmisch-Partenkirchen.